# Евферий (презид)
Евферий (лат. Eutherius) — римский политический деятель середины IV века.
Евферий происходил из Константинополя. Возможно, он занимался адвокатской деятельностью. В 360 году Евферий занимал должность презида Армении. Он получил эту должность благодаря его ораторскому искусству. Спустя год Евферий находился на посту презида Августамники. Его сын Филопатрид учился у знаменитого ритора Либания.